# مهر هخامنشی تختیس‌جیری
مهر هخامنشی تختیس‌جیری (انگلیسی: Takhtisdziri Achaemenid seal) به مُهری هخامنشی اشاره دارد که در سال ۱۹۹۶ توسط ای. گاگوشیدزه در روستای تختیس‌جیری در شیدا کارتلی، در منطقه کارلی گرجستان کشف شد.
این مُهر مخروطی به رنگ آبی آسمانی تیره (نزدیک به بنفش) است که از سنگ یمانی ساخته شده‌است. مُهر که سطحی متورم به سمت بیرون دارد، علاوه بر یک جفت بز وحشی در دو طرف درخت، درخت زندگانی را نیز به تصویر می‌کشد. در هر شاخه درخت، یک گل چهار گلبرگ به تصویر کشیده شده‌است. این مُهر به نیمه اول قرن پنجم قبل از میلاد تعلق دارد.
به گفته کتوان دژاواخیشویلی در «تمدن‌های باستانی از سکستان تا سیبری»، این مُهر در کل یک شاهکار اصیل است. این مُهر به «سبک سلطنتی شرقی» تعلق دارد که توسط جان بوردمن تعریف شده‌است، که مُهرهای استوانه‌ای و مخروطی را نشان می‌دهد که عمدتاً تحت تأثیر عناصر آشوری و بابلی هستند.